# Bobby Militello

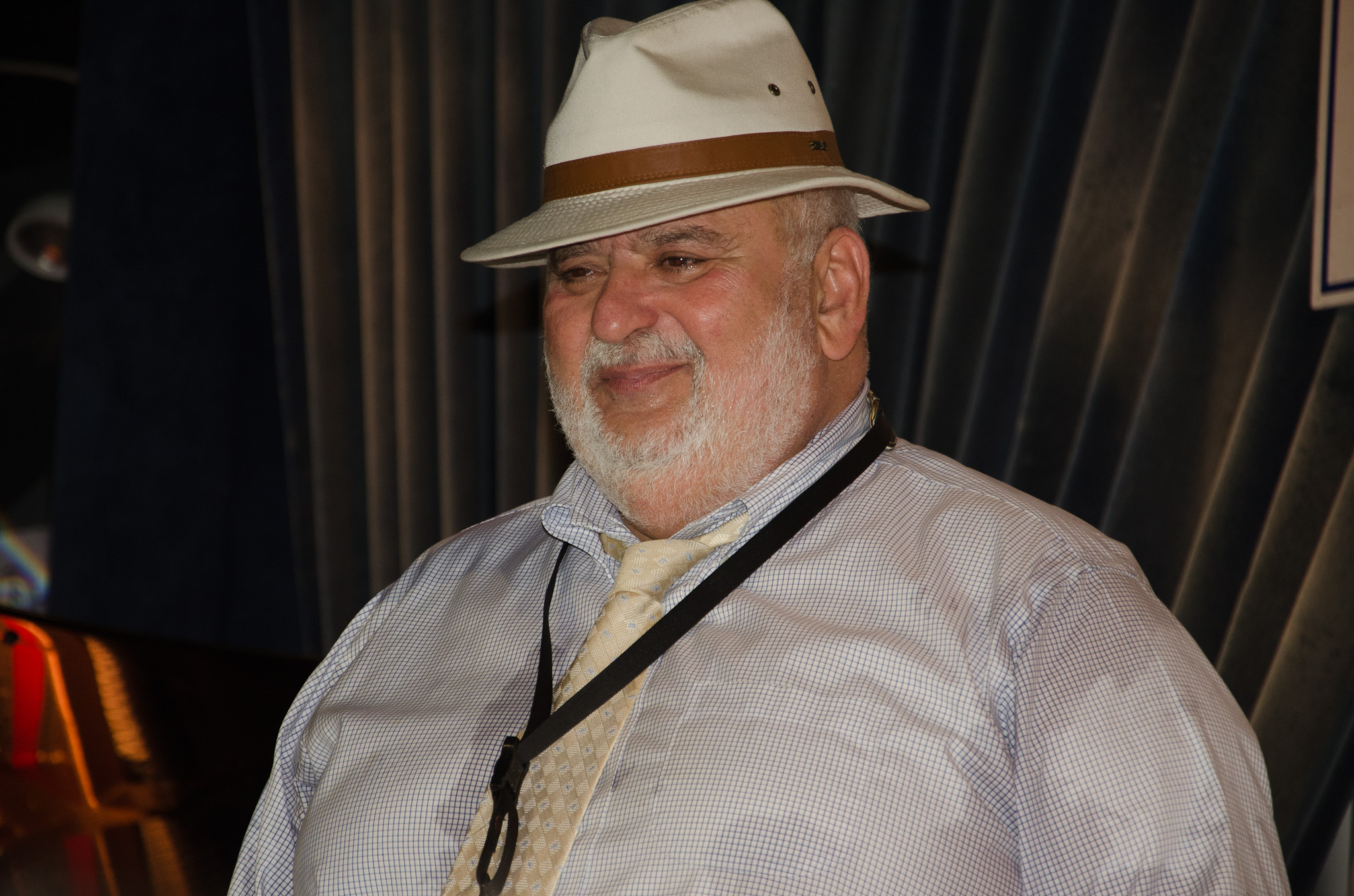
Bobby Militello, 2011

Robert Philip Militello, född 25 mars 1950 i Buffalo, New York, är en amerikansk jazzsaxofonist och multiinstrumentalist, mera känd som Bobby Militello, Bobby M eller Bob Militello. Han har spelat med bland annat Maynard Ferguson och Dave Brubeck, och är aktiv på jazzscenen i hans hemstad, Buffalo New York. 